# 兩盞巨燈

泰德·納史密斯（Ted Nasmith）在《精靈寶鑽》裡對伊露因的描繪。 這圖實際上有誤，發出金光的該是歐爾莫，而非伊露因。

在托爾金（J. R. R. Tolkien）的奇幻小說世界裡，兩盞巨燈（Two Lamps）是指由維拉奧力創造的銀燈伊露因（Illuin）和金燈歐爾莫（Ormal）。
在阿爾達的春天時，兩盞巨燈照耀著整塊中土大地。最終兩盞巨燈被米爾寇（Melkor）和他的邪惡軍隊所推倒，裡面的火燄傾覆而燒毀全地，把剛造好的阿爾達（Arda）給摧毀了。

## 名字語源
在昆雅語（Quenya）中，伊露因（Illuin）是解作「天藍色」 Sky-blue，歐爾莫（Ormal）的意思則是「極高的黃金」 High gold。

## 描述
兩盞巨燈是世界最早出現的光明，維拉們把它們封聖，星辰之后瓦爾妲使它們充盈著光芒。銀燈伊露因被置放在中土大陸（Middle-Earth）的北邊，金燈歐爾莫則是位於大地的南邊，可想兩盞巨燈的光芒是各有不同。南北各有一座擎天高山把巨燈高舉在中土大陸的半空上，據傳這兩座山的高度遠超於將來的任何一座高山。
兩盞巨燈一同照耀大地，光芒遍佈大地之上，它們的光輝在中土大陸中央的大湖上匯合，就在湖中之奧瑪倫島（Almaren）融合。神聖的巨燈蘊含的光使那裡變成剛創造的阿爾達中最生氣勃勃的地方，因奧瑪倫島當時是維拉們（Valar）在世界的首個家園。
不同於雙聖樹（Two Trees）的是，伊露因與歐爾莫似乎沒有黯淡的時候，在那時候也沒有明確的時間概念，兩盞巨燈持續不斷地照射著大地。巨燈紀（Years of the Lamps）的時代隨兩盞巨燈的創立而開始，亦隨著它們的破壞而結束。

## 創造與毀滅
在阿爾達創造之初，米爾寇阻撓維拉們的創造，卻被托卡斯（Tolkas）所擊敗。米爾寇落荒而逃，維拉們得以在沒有妨礙下繼續打造世界給伊露維塔的子女們居住。經過長期工作後，維拉完成創造，現在只差的就是照耀大地的光明。於是維拉之中工藝最好的奧力（Aulë）應妻子雅凡娜（Yavanna）的要求而打造了兩盞巨燈，再由瓦爾妲把光充滿巨燈，用作中土大陸大陸的光源。
兩盞巨燈屹立了很長時間，光輝散佈在中土大陸每一角落，即使米爾寇的要塞烏塔莫（Utumno）之內也受照射，儘管在裡面伊露因之光變得黯淡冰冷。米爾寇趁著維拉歡樂之際帶領麾下大軍潛回大地，建立了要塞烏塔莫。他的邪惡使大地逐漸受其污染，維拉欲捉拿著他，米爾寇遂先發制人，對伊露因和歐爾莫發起攻擊。米爾寇和他的邪惡軍隊擊垮了擎天柱，大地深海也因此而崩裂翻滾。高舉空中的兩盞巨燈摔碎，裡面的火燄洩出並把阿爾達給完全焚燬。維拉們首次創造的美好勻稱大地一朝盡毀，再也沒能復原。
伊露因和歐爾莫傾覆造成的破壞極為嚴重，維拉們只好放棄追捕米爾寇來補救損毀嚴重的天地。奧瑪倫島不復存在，伊露因的倒塌亦砸出了希爾卡內海（Inland Sea of Helcar），中土大陸經歷巨大變化。維拉只好遷到最西邊的阿門洲（Aman），把他們從浩劫中搶救出來的美好事物置於那裡。阿爾達的春天（Spring of Arda）因著兩盞巨燈的毀滅而結束。

## 另一版本
在更舊的兩盞巨燈的原稿裡，托爾金設想維拉決定與米爾寇講和，希望獲得他的幫助。維拉想修復兩盞巨燈，但米爾寇依舊被憎惡和嫉恨所籠罩，假意答應協助他們。米爾寇贈予奧力一種既堅固又強壯的物質，冰，來協助他重修伊露因和歐爾莫。巨燈雖然重散光輝，但無可避免下產生的熱力將冰給融化，又為阿爾達帶來災難：世界被洪水破壞，再一次陷於黑暗之中。

## 資料來源
1. ↑  .   [2011-08-09]. （原始内容存档于2011-08-21）.
2. 1 2 3 4 5 6 7 8  《精靈寶鑽》2002年 聯經初版翻譯 第一章《天地之初，萬物之始》
3. ↑  於《精靈寶鑽》第一章裡詳細提及雙聖樹的時間運行，但同一章裡出現的兩盞巨燈卻沒有講及其時間運行。
4. ↑  《精靈寶鑽》 2002年 聯經初版翻譯 索引432：「在被米爾寇推倒之後，該地區形成了希爾卡內海。」